# Skrzeczek mniejszy
Skrzeczek mniejszy, skrzeczek (Ramphocinclus brachyurus) – gatunek średniej wielkości ptaka z rodziny przedrzeźniaczy (Mimidae). Występuje endemicznie na Martynice w archipelagu Małych Antyli. Zagrożony wyginięciem.

## Taksonomia
Gatunek opisał po raz pierwszy Louis Jean Pierre Vieillot w roku 1818 pod nazwą Turdus brachyurus. Dawniej niektórzy autorzy przypisywali gatunek do Cinclocerthia, jednak rodzaj ten może nawet nie być blisko spokrewniony z Ramphocinclus.
Jest to gatunek monotypowy. Przez wiele lat za podgatunek Ramphocinclus brachyurus uznawano skrzeczka większego (Ramphocinclus sanctaeluciae) z pobliskiej wyspy Saint Lucia. Badania DaCosta et al. (2019) wykazały jednak odmienność genetyczną tych taksonów, co świadczy o długotrwałej izolacji między nimi i braku przepływu genów. Autorzy zaproponowali uznanie tych populacji za osobne gatunki, za czym przemawiają także różnice w morfologii (R. sanctaeluciae jest większy i ciemniejszy) i wokalizacji. Podział gatunku został w 2024 roku zaakceptowany przez North American Classification Committee (NACC) i inne ornitologiczne autorytety.

### Etymologia
Nazwa rodzajowa: greckie ῥαμφος rhamphos – dziób; nowołacińskie cinclus – drozd < greckie κιγκλος kinklos – niezidentyfikowany machający ogonem przybrzeżny ptak.

Epitet gatunkowy: greckie βραχυς brakhus – krótki; -ουρος -ouros – -ogonowy.

## Zasięg występowania
Skrzeczek mniejszy występuje na Martynice; tylko na półwyspie Caravelle na powierzchni około 5 km², w pozostałej części wyspy wymarł.

## Biotop
Zasiedla suche i półsuche zadrzewienia i zakrzewienia, gdzie ziemię przykrywają opadłe liście, czasem w gęstych zaroślach. Występuje na suchych zboczach pagórków z dala od strumieni. Znosi pewne zmiany w środowisku, może zasiedlać lasy i zakrzewienia wtórne. Mimo że widuje się go w miejscach po wyciętych drzewach lub na polach uprawnych, nigdy tam nie gniazduje. Odnotowywany do wysokości 200 m n.p.m.

## Morfologia
Skrzeczek mierzy 20–23 cm długości. Osobniki ważą średnio 42,8 g. Samice wyglądem nie różnią się od samców, choć są nieznacznie mniejsze. U dorosłego ptaka wierzch i boki ciała oraz pokrywy podogonowe ciemnobrązowe do czarnych. Pióra barkówek i pokryw skrzydłowych drugiego rzędu mają jaśniejsze krawędzie. Kantarek, pokrywy uszne i okolice oczu ciemnobrązowe. Gardło, pierś i brzuch całkowicie białe, na bokach ciała i pokrywach podogonowych przechodzące w brązowe i szare. Nogi czarne, tęczówka szkarłatna u ptaków starszych niż 2 lata, u młodszych – brązowa.

## Zachowanie
Skrzeczek żywi się naziemnymi stawonogami, także małymi owocami, jagodami, małymi bezkręgowcami, jak jaszczurki Gymnopthalmus pleei i Anolis luciae, oraz płazami. Pożywienia szuka na ziemi, w ściółce. Odgarnia liście zarówno dziobem, jak i nogami. Zrywając owoce, wykonuje niezdarny, trzepoczący lot. Może również wspinać się na roślinność.
Kiedy ptak jest rozdrażniony lub zaaferowany, opuszcza skrzydła, tak jak czyni to wiele przedrzeźniaczy, w przeciwieństwie do nich skrzydłami nie potrząsa. Prócz tego rozciąga szyję i z otwartym dziobem ptak wydaje ostrzegawczy trajkot. Wykazuje terytorializm przez cały rok.

## Lęgi
Okres lęgowy trwa od kwietnia do sierpnia. Na obu wyspach stwierdzono u skrzeczków gniazdowanie kooperatywne. Gniazdo stanowi niestarannie wykonany otwarty kubeczek z patyków i liści. Umieszczone jest na krzewie lub w rozwidleniu gałęzi młodego drzewa. Gniazda stwierdzano 2–8 metrów nad ziemią.
W zniesieniu 2–3 jaja o jednolicie niebieskozielonej barwie. Inkubacja trwa 14 dni, a młode pozostają w gnieździe 12 dni od wyklucia. Pozostają w okolicy gniazda karmione przez rodziców. W ciągu roku R. brachyurus wyprowadza do dwóch lęgów. Jaja lub pisklęta bywają zjadane przez mangusty, oposy, szczury, węże i innego przedrzeźniacza – łuskopióra żółtodziobego (Margarops fuscatus).

## Status i zagrożenia
W Czerwonej księdze gatunków zagrożonych IUCN gatunek klasyfikowany jest jako zagrożony (EN, Endangered) i posiada taki status od jego wprowadzenia (1994), jednak IUCN nie uwzględniła jeszcze podziału taksonu na dwa odrębne gatunki. Obecnie (2014) skrzeczek mniejszy występuje na powierzchni około 5 km². Głównym zagrożeniem jest niszczenie środowiska, co w większości miało miejsce w okresie kolonialnym. Nadal prowadzona jest wycinka drzew celem produkcji węgla drzewnego, uzyskania miejsca na pola uprawne oraz miejsca i materiałów na budowę domostw.
W opublikowanym w 1864 w czasopiśmie „Ibis” artykule znajduje się wzmianka o gatunku, jakoby w gęstych lasach Martyniki miał być dość pospolity. W pierwszej dekadzie XXI wieku populacja na Martynice szacowana była na 200–400 osobników (wliczając młode). Część populacji na przylądku Caravelle jest dobrze chroniona ze względu na Rezerwat przyrody Caravelle.